# Ameira minor
Ameira minor är en kräftdjursart som beskrevs av Thompson och Scott 1903. Ameira minor ingår i släktet Ameira och familjen Ameiridae. Inga underarter finns listade i Catalogue of Life.